# Caserío Atristain
El caserío Atristain situado en el municipio de Aizarnazábal (provincia de Guipúzcoa, España) es un edificio que corresponde completamente al siglo XVIII, época a la que corresponde esta mansión rural de gran calidad constructiva, bien conservada y representativa del tipo caserío-palacete rural.

## Descripción
Caserío bifamiliar de planta rectangular, de 25x20 m, implantado en un altozano a cota 135 m que dispone de planta baja, primera y desván. La cubierta se resuelve a cuatro aguas en teja canal con cumbrera perpendicular a la fachada principal de orientación SE.
Los muros de cerramiento son de mampostería revocada y pintada que presentan sillares en esquinales, en platabandas y en la planta baja de la fachada principal SE. Casi todos los huecos de las fachadas están recercados en piedra. La fachada principal SE presenta un zaguán central con tres arcos de medio punto que apoyan sobre impostas.
Centrado, sobre el arco central se abre un pequeño balcón sobre cuyo dintel de piedra se presenta un escudo de armas. Además, la fachada está recorrida en todo su perímetro por dos impostas de piedra, una a cota de forjado de planta primera y la otra a la altura del escudo de armas.
Además del acceso SE que sirve a la vivienda allí emplazada, el edificio dispone, en planta baja, de otro acceso NW en planta baja así como de dos planos inclinados que permite el acceso directo a la planta primera. Ambos accesos sirven a la vivienda que se ubica en esa parte del edificio.
La fachada NE presenta un adosado de unos seis metros de ancho que presenta factura rústica de cierta antigüedad, pero su ejecución es posterior a la del resto del edificio. Sirve para alojar los retretes.
La fachada SW presenta además de las rampas mencionadas un anejo de bloque raseado ubicado en su extremo más W, y una losa de hormigón, entre las rampas, que sirve de garaje.
El interior del edificio es de madera de gran sección en toda la carpintería de armar: pilares, vigas y solivos. Dispone de grandes postes-ejes enterizos y horquillas sobre los pie derechos en la planta de desván. Las ménsulas, frisos y marcos son, así mismo, de gran sección y, en muchos casos, estos elementos se presentan tallados.
La vivienda NW dispone de un muro de carga transversal, resto del antiguo edificio del siglo XVI que aquí existía. Una escalera del mismo siglo se apoya sobre ese muro.